# わたしだけの指定席
『わたしだけの指定席』（わたしだけのしていせき）は、高杉菜穂子による日本の漫画作品。

## 概要
『なかよし』（講談社）において、1983年から1983年まで連載された。

## 書誌情報
高杉菜穂子 『わたしだけの指定席』 講談社〈講談社コミックスなかよし〉、全1巻
- 1巻、1983年5月6日発行、ISBN 4-06-108441-0